# 클라리체 데 메디치
클라리체 데 메디치(Clarice de' Medici, 1493년 ~ 1528년 3월 3일)는 피에로 데 메디치와 알폰시나 오르시니의 딸이다. 피렌체에 태어난 그녀는 로렌초 데 메디치의 손녀이자 교황 레오 10세의 질녀, 로렌초 2세 데 메디치의 동생이다. 219대 교황 클레멘스 7세는 그녀의 5촌 숙부다.
아버지 피에로나 오빠 로렌초 2세 보다 총명하고 유능했다. 삼촌인 교황 레오 10세는 클레리체가 남자이고 오빠 로렌초 2세가 여자였다면 가문을 위해서 좋았을 것이라는 말을 자주 했다고 한다.

## 생애

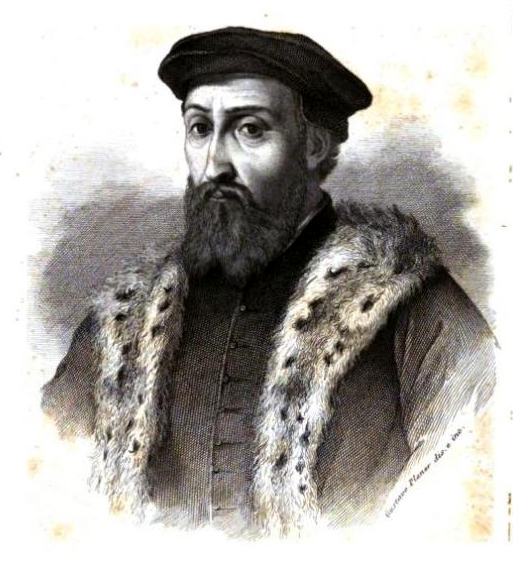
필리포 스트르치(1489~1538)

1494년 한살때 메디치 가문이 피렌체에서 추방을 당했는데 이때 아버지와 어머니 품에 안겨서 한살많은 오빠 그리고 삼촌들과 볼로냐를 거쳐 베네치아로 이주하였다. 이후 로마로 이주하여 홀 어미니 밑에서 성장하였다.
1508년 어머니의 주선으로 상업 금융 엘리트 가문인 스트로치 가문의 필리포 스트로치(1489~1539)와 혼인하였다. 필리포와 그녀는 10명의 자녀를 두었다.
19살 되던해인 1512년에 메디치 가문이 피렌체로 귀환하여 통치권을 회복하였다.
1519년에 오빠 로렌초 2세 데 메디치가 27세 나이에 사망하자 오빠의 딸이자 훗날 프랑스의 왕비가 되는 카트린 드 메디시스를 보살폈다.
이폴리토, 알레산드로, 5촌 숙부 교황 클레멘스 7세를 싫어했으며 어느정도 거리를 두고 지냈다. 서자 출신인 이들의 통치는 무능함으로 일관했고 가문의 명예를 훼손시키며 피렌체에서 민심을 잃어버리게 했기 때문이다.
1526년 9월 폼페오 콜론나 추기경의 무력으로 로마를 장악한후 안전한 퇴각을 보장받기위한 조건으로 볼모를 요구하자 교황 클레멘스 7세는 클라리체의 남편 필리포 스트로치를 넘겨준다. 그러나 콜론나 추기경이 로마 장악을 풀고 퇴각하자 콜론나 추기경을 파문한후 무력을 동원하여 공격하였다. 이로 인해 인질인 남편이 위급한 상황에 처하자 클라리체가 나서서 대범하고 뛰어난 기지를 발휘하여 남편을 석방시켰다.
1527년 5월 19일, 피렌체에서 공화주의자들에 의한 쿠데타가 일어나 메디치 가문이 다시 피렌체에서 추방당하는 일이 발생했다. 이때 교황 클레멘스 7세의 편에 서지 않고 이폴리토, 알레산드로 그리고 후견인 파세리니 추기경을 메디치 궁전에서 추방하는데 앞장선후 공화정 세력을 옹호했다. 이 덕분에 시댁인 스트로치 가문이 멸족되는 위기에서 벗어나게 되었다.

## 사망
1528년 3월 3일 서른다섯의 나이에 시냐 근처의 아르노 강 계곡이 내려다 보이는 산위에 세워진 메디치가문의 레셀베 별장에서 죽었다. 피렌체 산타 마리아 노벨라 성당의 스트로치 가문의 예배당에 묻혔다.

## 자녀
- 피에로 스트로치 (1510년 경 - 1558년 6월 21일) : 콘도티에로이자 프랑스 원수
- 로베르토 스트로치(Roberto Strozzi, 1566년 사망) : 피에르프란체스코 2세 데 메디치의 딸 마달레나 디 피에르프란체스코 데 메디치(Maddalena di Pierfrancesco de' Medici, 1523년 - 1583년 4월 14일)와 혼인
- 마리아 스트로치(Maria Strozzi) : 로렌초 리돌피(Lorenzo Ridolfi)와 혼인
- 레오네 스트로치 (1515년 10월 15일 - 1554년 6월 28일) : 콘도티에로이자 몰타 기사단 기사
- 줄리오 스트로치(Giulio Strozzi, 1537년 사망)
- 빈첸초 스트로치(Vincenzo Strozzi, 1537년 경 로마에서 사망)
- 알레산드로 스트로치(Alessandro Strozzi, 1541년 사망)
- 루이자 스트로치(Luigia Strozzi, 1534년 사망) : 루이지 카포니(피렌체의 귀족) 의원과 혼인
- 마델레나 스트로치(Maddalena Strozzi) :플라미니오 델란구일라라(Flaminio dell'Anguillara) 백작과 혼인
- 로렌초 스트로치 (1513년 12월 3일 - 1571년 12월 14일) : 수도원장이자 추기경